# Derovatellus lentus
Derovatellus lentus är en skalbaggsart som först beskrevs av Wehncke 1876.  Derovatellus lentus ingår i släktet Derovatellus och familjen dykare. Inga underarter finns listade i Catalogue of Life.